# Notorious (canción)
«Notorious» —en español: «Notorio»— es el decimoctavo sencillo de la banda británica de new wave Duran Duran, lanzado por EMI en octubre de 1986. «Notorious» fue el primer sencillo publicado del álbum Notorious y el primero lanzado por Duran Duran como una banda de 3 piezas, después de la salida de Roger y Andy Taylor. Fue un éxito mundial, alcanzando el n.º 7 en el Reino Unido y el n.º 2 en el Billboard Hot 100.

## La canción
"Notorious" marcó el debut de una nueva versión trío simplificada de Duran Duran, ya que Andy Taylor y Roger Taylor habían dejado la banda en el momento del lanzamiento del álbum. De hecho, la naturaleza áspera de la partida de Andy Taylor se vio reflejado en la canción hasta cierto punto. Según el compositor Simon Le Bon, la letra "¿A quién realmente le importa a un bandido escamoso?" era una indirecta para el guitarrista.[cita requerida]
Como trío, la banda había solicitado la ayuda de Nile Rodgers para hacerse cargo de las labores de producción. Sus influencias del funk se puede escuchar en todo el sencillo - por ejemplo, el tempo y el uso de los cuernos de Borneo y la sección de vientos. Rodgers también tocó la guitarra en el sencillo.

## Video musical
El video de "Notorious", fue rodado el 23 de septiembre de 1986 por los directores Peter Kagan y Paula Greif, y dio a luz un extraño parecido con el video del dúo que habían filmado en junio de ese año para Steve Winwood: "Higher Love ". El video fue filmado en blanco y negro Super-8 con una cámara de mano, con cortes rápidos y cambios de zum y enfoque. Se presentó la banda interpretando la canción en un estudio de sonido, con bailarinas con poca ropa en el fondo, con coreografías de Paula Abdul.
La joven modelo Christy Turlington apareció en las escenas al aire libre con la banda. Una foto fija de este lugar fue utilizado como la portada del álbum.

## Formatos y canciones
– Sencillo en 7": EMI
1. «Notorious» (45 Mix) - 3:58
2. «Winter Marches On» - 3:25

 – Sencillo en 12": EMI
1. «Notorious» (Extended Mix) - 5:14
2. «Notorious» (45 Mix) - 3:58
3. «Winter Marches On» - 3:25

 – Sencillo en 12": EMI
1. «Notorious» (The Latin Rascals Mix) - 6:23
2. «Notorious» (45 Mix) - 3:58
3. «Winter Marches On» - 3:25

- CD: Part of "Singles Box Set 1986-1995" boxset

1. «Notorious» (45 Mix) - 3:58
2. «Winter Marches On» - 3:25
3. «Notorious» (Extended Mix) - 5:14
4. «Notorious» (The Latin Rascals Mix) - 6:23

## Posicionamiento en listas y certificaciones

### Listas semanales
| País                              | Mejor posición |
| --------------------------------- | -------------- |
| Estados Unidos                    | 2              |
| Reino Unido                       | 7              |
| Italia                            | 1              |
| Canadá                            | 1              |
| España                            | 2              |
| Suecia                            | 2              |
| Suiza                             | 4              |
| Alemania                          | 5              |
| Unión Europea                     | 1              |
| Austria                           | 14             |
| Francia                           | 37             |
| Nueva Zelanda (Recorded Music NZ) | 9              |
| Noruega                           | 4              |

## Otras apariciones
Álbumes:
- Notorious (1986)
- Duran Goes Dutch (1987)
- Master Mixes (1987)
- Decade (1989)
- 12" Collection' (1991)
- Night Versions: The Essential Duran Duran (US only, 1998)
- Greatest (1998)
- Strange Behaviour (1999)

## Personal
- Simon Le Bon - Voz
- Nick Rhodes - Teclados, sintetizadores
- John Taylor - Bajo